# Lewis Davies (spisovatel)
Lewis Davies (18. května 1863 – 18. května 1951) byl velšský spisovatel. Narodil se ve vesnici Hirwaun na jihu Walesu jako nejmladší syn Lewise a Amy Daviesových. Vzdělával se v Bangoru. Pracoval jako učitel ve vesnici Y Cymer. Napsal čtyři romány pro děti, jejichž děj se odehrával v jižním Walesu. Vypráví například o místních hornících a používá údolní dialekt. Mnoho jeho prací nebylo publikováno.

## Dílo
Dětské knihy
- Lewsyn yr Heliwr (1922)
- Daff Owen (1924)
- Wat Emwnt (1928)
- Y Geilwad Bach (1929)